# Stemning (Kvandal)
Stemning (Noors voor Stemming) is een atypische compositie van Johan Kvandal. Hij was een Noorse componist op het gebied van klassieke muziek. Kvandal schreef het 2 minuten durende werkje voor mondharmonica en piano. Het werd geschreven voor Sigmund Groven (mondharmonica), een neef van de componist Eivind Groven en leerling van onder andere Tommy Reilly. De muziek is dan wel weer typisch Kvandal, modern, maar toch tonaal. Sigmund Groven was in 1990 onderweg voor een Amerikaanse tournee, die zou uitmonden in een concert in Carnegie Hall. Stemning speelde hij, volgens eigen zeggen voor het eerst op 26 november 1990 toen hij net terug was van die tournee. De pianist was Ivan Anton Waagaard, zijn vaste begeleider. Plaats van handeling was de Frimurerlogen, een concertzaal in Oslo. Kvandal die al beloofde dat het een leuk werkje zou worden, was bij die uitvoering aanwezig. 